# Kleine Scheidegg

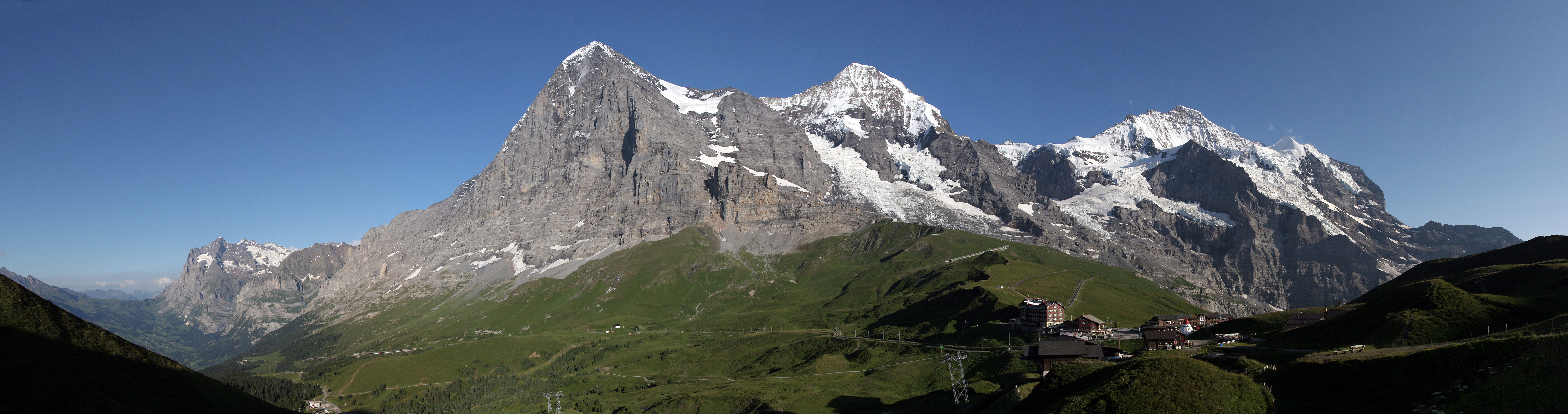
Panoramatický pohled na vrcholy Eiger, Mönch a Jungfrau přes Kleine Scheidegg

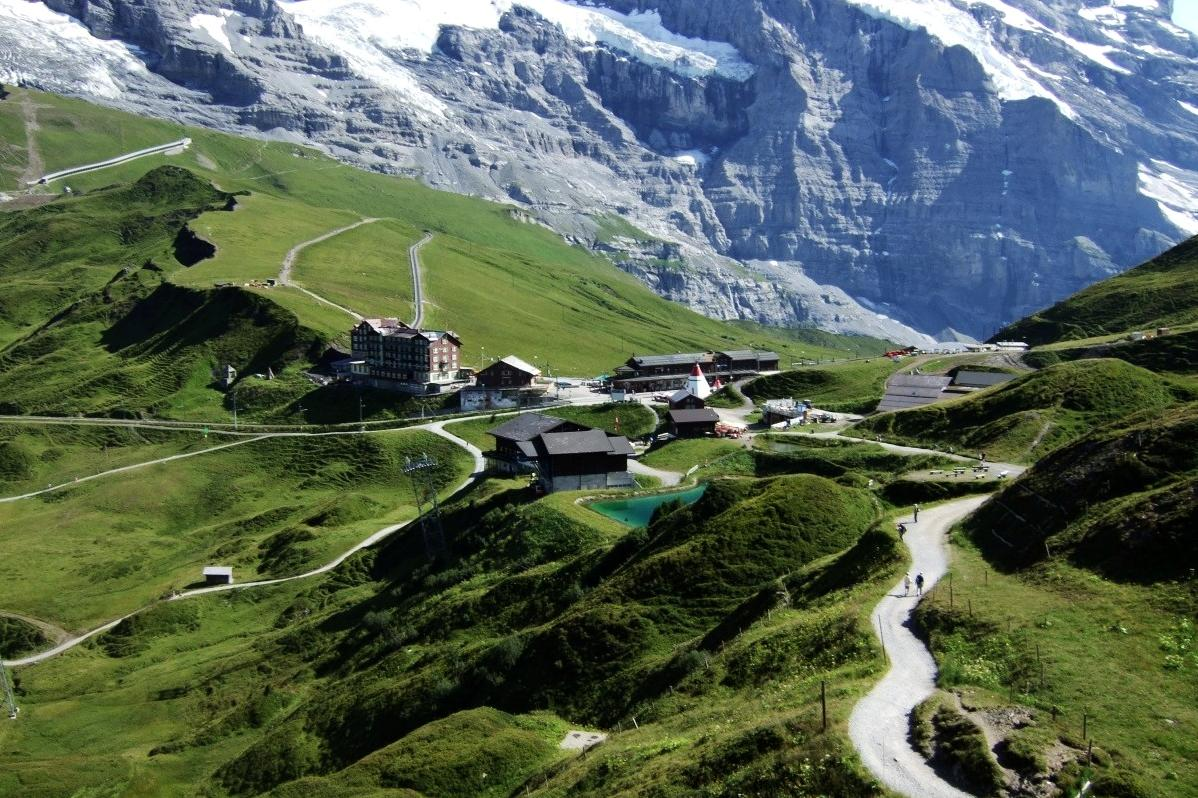
Pohled na Kleine Scheidegg

Kleine Scheidegg (2.061 m n. m.) je vysokohorský průsmyk mezi vrcholy Eiger a Lauberhorn v oblasti Berner Oberland ve Švýcarsku.

## Průsmyk
Průsmyk spojuje městečka Grindelwald a Lauterbrunnen. Název Kleine Scheidegg znamená „menší předěl“, i když je ve skutečnosti vyšší, než sousední Grosse Scheidegg. Možná je to i proto, Kleine Scheidegg, je předěl mezi vodami Lütschinen, zatímco Grosse Scheidegg odděluje údolí Lütschinen od údolí Reichenbach.
Kleine Scheidegg je turistická oblast s hotely, ale je přístupná pouze ozubnicovou železnicí.
V průsmyku se setkávají tři tratě, které jsou ve správě společnosti Jungfraubahnen. Trať Lauterbrunnen - Kleine Scheidegg a Kleine Scheidegg - Grindelwald spravuje část společnosti Wengernalpbahn. Vrcholový úsek Kleine Scheidegg - Jungfraujoch spravuje část společnosti Jungfraubahn.
V zimě je Kleine Scheidegg centrem lyžařské oblasti Grindelwald a Wengen.
V létě je tento průsmyk oblíbenou turistickou destinací, a je jedním z průsmyků, přes které vede cesta Alpského průsmyku. Z Kleine Scheideggu je možno pohodlně vystoupat na Männlichen, tj. protilehlou stranu než Jungfrau.
Každoročně se v oblasti, v září, koná maratonský závod, který končí na Kleine Scheidegg.

## Galerie

Kleine Scheidegg v zimě
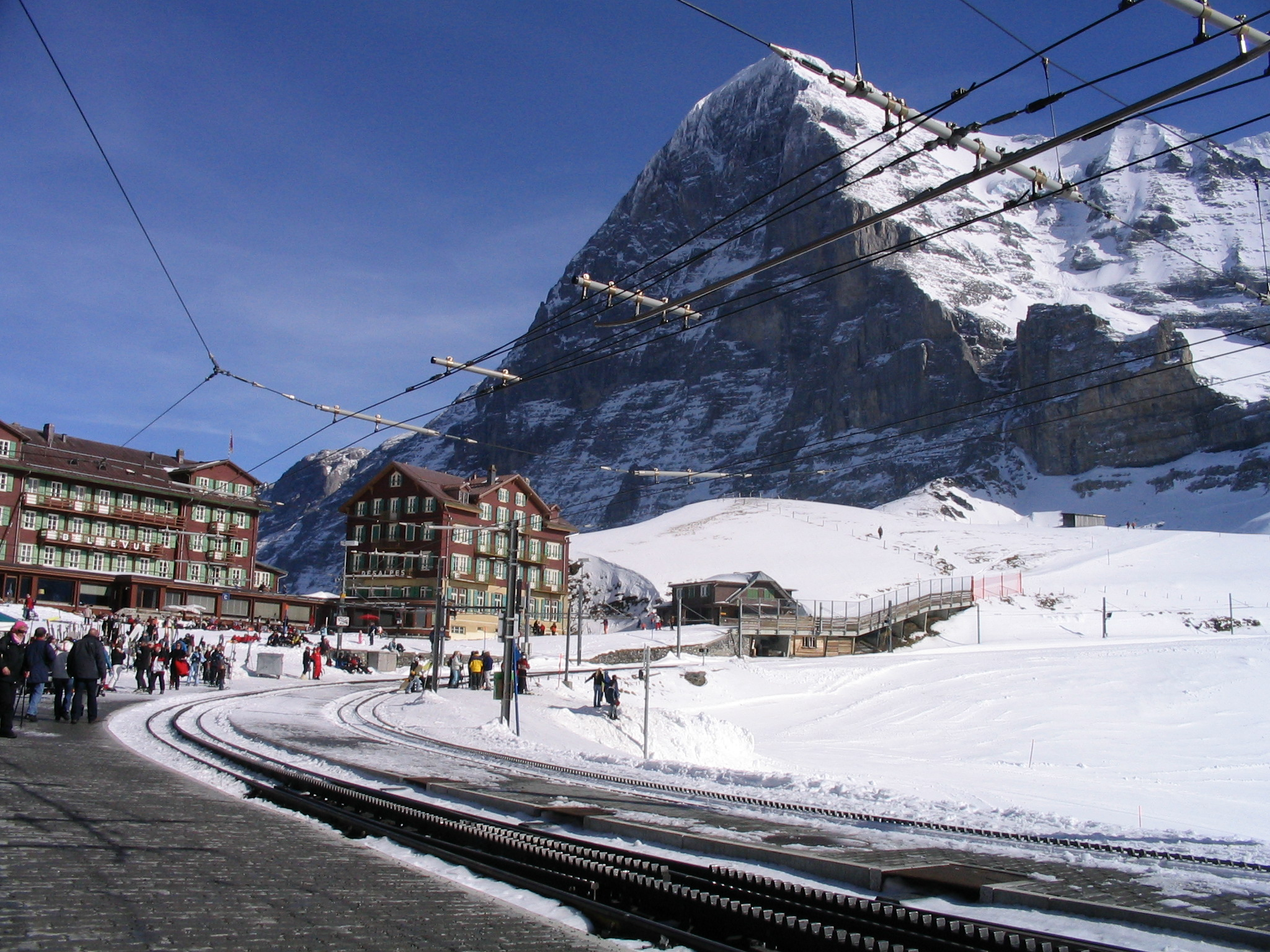
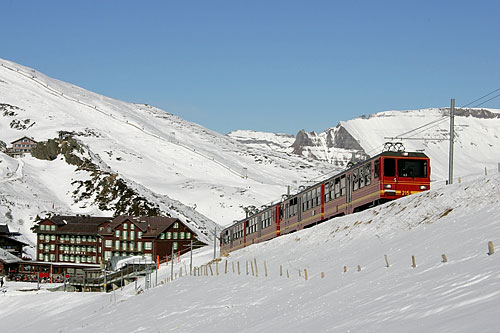
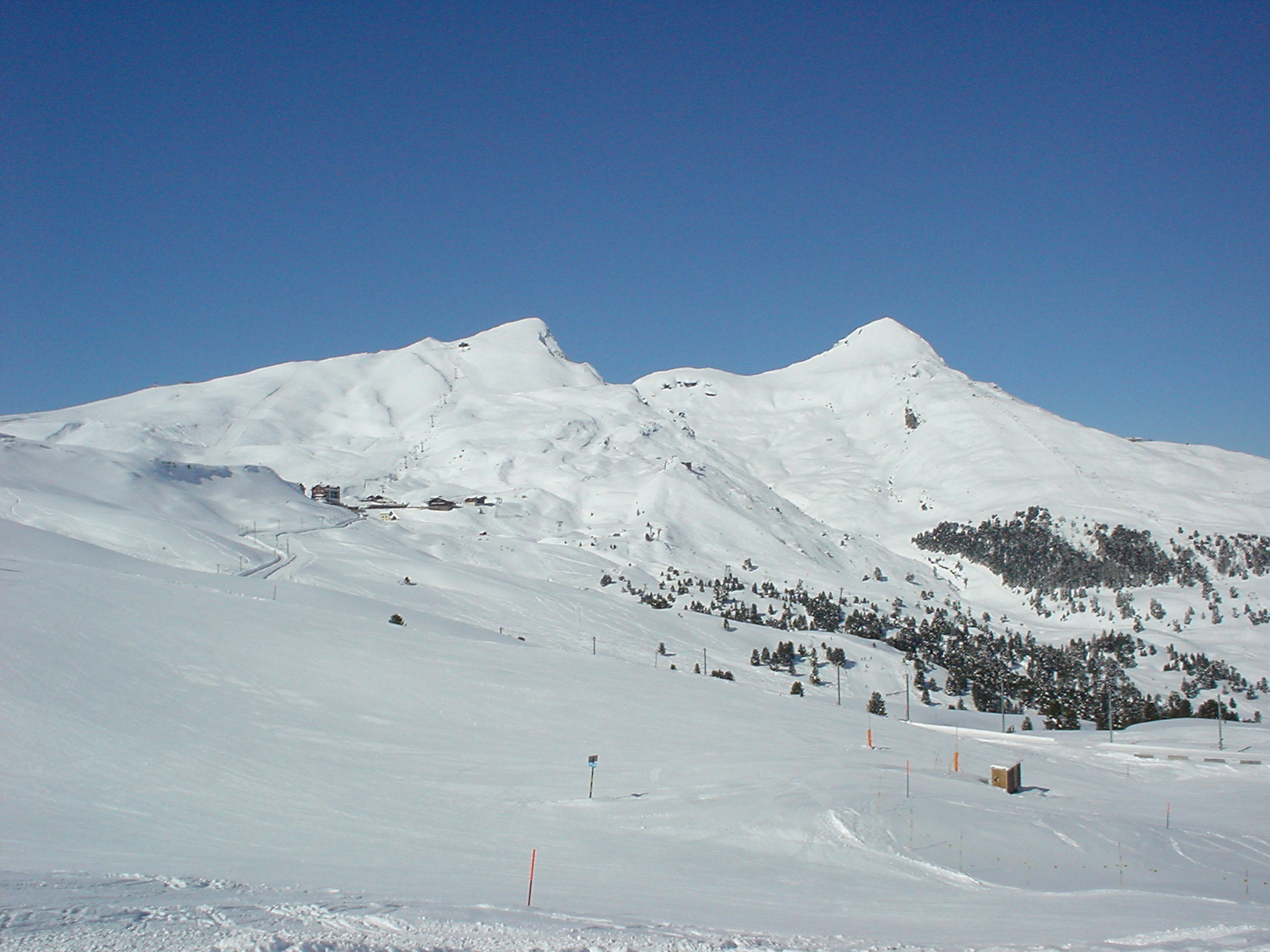

Kleine Scheidegg v létě
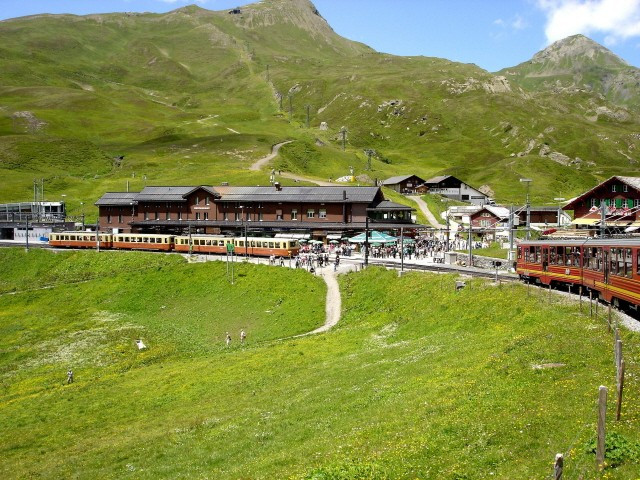
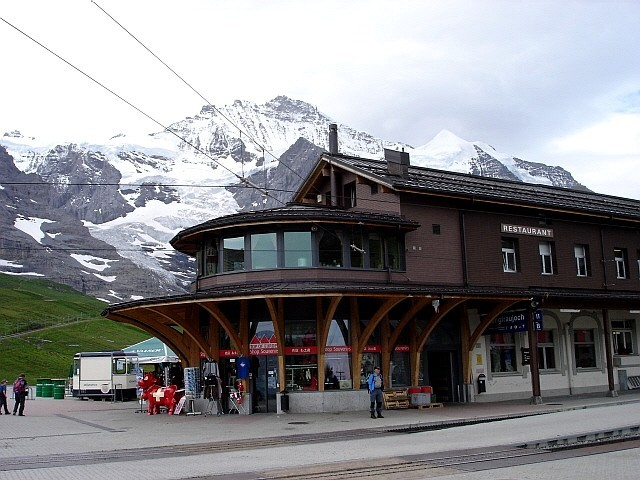
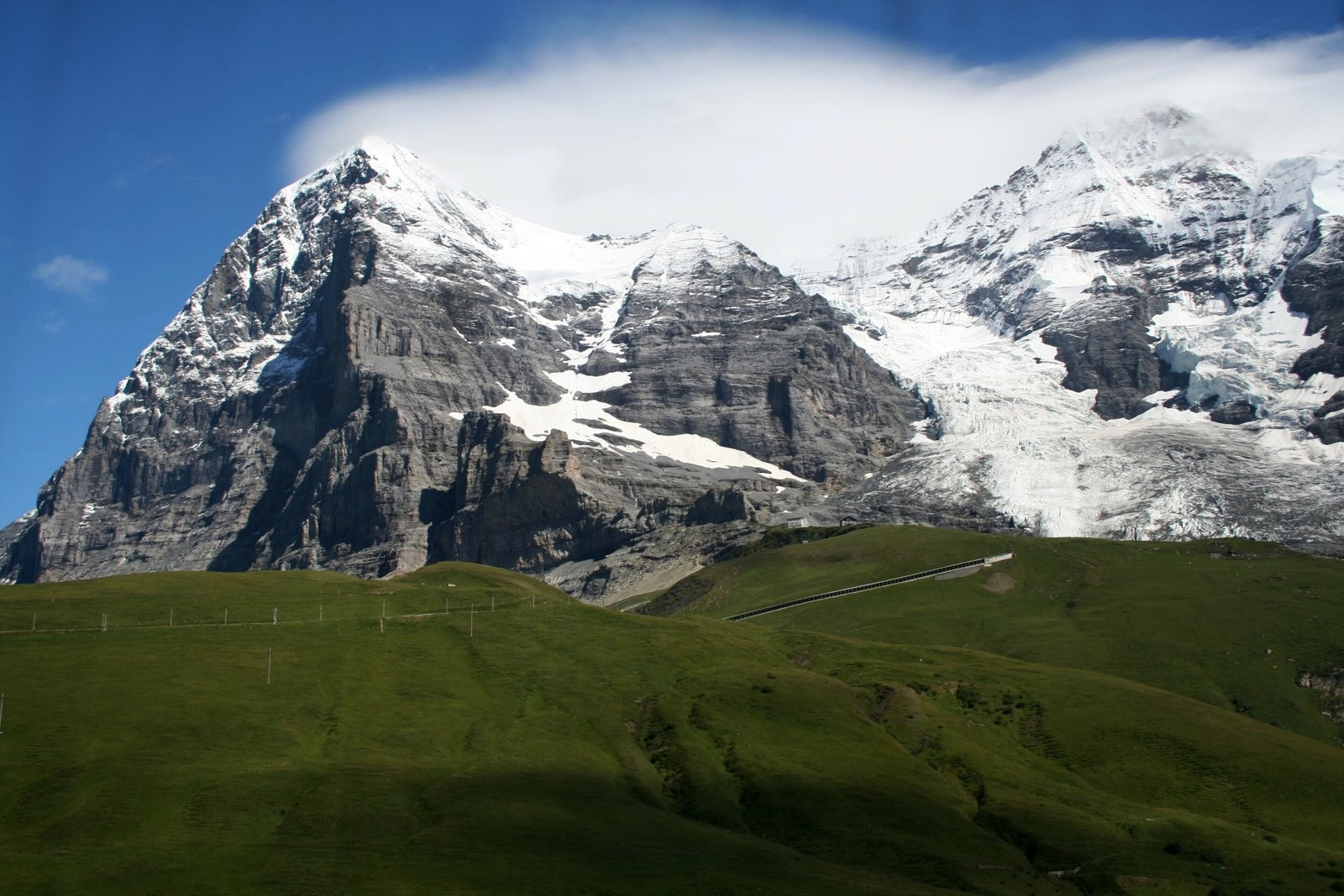